# Bailemos (álbum)
Bailemos es el decimoprimer álbum de estudio de la banda uruguaya de rock, Buitres Después de la Una.
El disco fue grabado por Claudio Romandini en los Estudios Panda (donde supieron grabar bandas de la talla de Sumo, Vox Dei o Patricio Rey y sus Redonditos de Ricota) en agosto de 2010. Fue presentado en rueda de prensa en diciembre de 2010. En 2011 hubo una serie de recitales para presentar el disco al público, aunque la presentación oficial fue en el Teatro de Verano de Montevideo los días 2 y 3 de diciembre de ese año. El primer corte de difusión del disco fue La canción de la hoja y la flor.
En "La Carta", el tercer tema del álbum, la voz de Gustavo Parodi regresa en solitario después de diecisiete años, desde su última grabación como cantante principal en "Buitres Unplugged" del disco "Maraviya" (1993) y de "No te Puedo Matar" y "El Hotel de los Corazones Destrozados" (1990). Su voz se destaca en la tercera estrofa de la canción.

## Lista de canciones
Todas las canciones compuestas por Gustavo Parodi, Gabriel Peluffo y José Rambao.
| N.º | Título                                            | Duración |  |
| 1.  | «Chavela»                                         | 3:33     |  |
| 2.  | «After Hour»                                      | 3:36     |  |
| 3.  | «La Carta»                                        | 1:31     |  |
| 4.  | «La Canción Más Larga en la Historia de la Radio» | 2:48     |  |
| 5.  | «La Canción de la Hoja y la Flor»                 | 3:38     |  |
| 6.  | «En los Tilos Morados»                            | 3:03     |  |
| 7.  | «Madrugada»                                       | 3:21     |  |
| 8.  | «Niña»                                            | 3:19     |  |
| 9.  | «Playback»                                        | 4:00     |  |
| 10. | «Amigo Bestia»                                    | 3:45     |  |
| 11. | «Fabulario»                                       | 2:36     |  |
| 12. | «El Perfume»                                      | 3:11     |  |
| 13. | «Ay!»                                             | 3:36     |  |

## Créditos
Músicos
- Gustavo Parodi: guitarra y voz
- Gabriel Peluffo: voz
- José Rambao: guitarra y coros
- Nicolás Souto: batería
- Orlando Fernández: bajo y coros